# Општина Ревига (Јаломица)
Ревига (рум. Reviga) општина је у Румунији у округу Јаломица.
Oпштина се налази на надморској висини од 33 m.